# Оэ (приток Альны)
О́э (нем. Ohe) — река в Германии, протекает по району Марбург-Биденкопф земли Гессен. Левый приток реки Альна.

## География
Река Оэ берёт начало на южном склоне горы Эйхельхард. Течёт на юго-восток параллельно окружной дороге 73. Впадает в Альну в районе Хермерсхаузена.
Речной индекс 258326. Площадь бассейна реки составляет 44,28 км². Общая длина реки 11,5 км. Высота истока 385 м. Высота устья 195 м.

## Притоки
- Правые: Шёнвассер, Кребсбах, Кацбах.
- Левые: Дамсбах и Элнхаузер-Вассер.